# Nové Dvory (Polná)
Nové Dvory (in tedesco Neuhof) è una frazione di Polná, comune ceco del distretto di Jihlava, nella regione di Vysočina. Distante circa 3 km da Polná, è una località molto caratteristica della Boemia.

## Geografia fisica
I comuni limitrofi sono Střelecká, Kamenná e Pozovice ad ovest, Dolní Věžnice, Horní Věžnice, Šlapanov, Šachotín, Brzkov, Dolní Jablonná e Kněžská a nord, Polná e Hrbov ad est e Filipovské Chaloupky, Věžnička, Dobronín, Ždírec, Střítež, Dobroutov e Měšín a sud.
Nei pressi del villaggio ci sono tre piccoli laghi. Inoltre, a sud, possiamo trovare la foresta Niederholec, il cui nome è spesso abbreviato dalla gente del posto in "Midrhulec".

## Storia
La prima menzione scritta di Nové Dvory risale al 1493. Originariamente veniva chiamato Neuhof.

## Località
- Parco giochi
- Caserma dei pompieri
- Biblioteca, con 651 libri
- Cappella della Santissima Trinità, costruita nel 1998 nella piazza
- Cappella situata in un boschetto di betulle sotto il paese[1]

## Istruzione
Nel 1787 nel paese è stata costruita la scuola elementare (in cui venivano insegnate lettura, grammatica, aritmetica e religione). Il nuovo edificio della scuola tedesca venne costruito nel 1890. La scuola ceca fu inaugurata nel 1926 ed utilizzata fino al 1939, anno in cui fu chiusa.
Dal 1945 l'insegnamento è tornato nell'ex scuola tedesca.

## Economia
Il paese vive principalmente di agricoltura ed allevamento.
Gli agricoltori coltivano un totale di 222 ha (ossia 2,22 km²) di campi e prati; in totale, le stalle contengono 35 buoi, 40 vacche, 36 manzi, 151 pecore e 36 suini.

## Società

### Evoluzione demografica
| Anno        | Anno   | 1880 | 1930 |     |
| ----------- | ------ | ---- | ---- | --- |
| Popolazione | totale | 196  | 213  | 148 |
| Popolazione | ceca   | 26   | 73   |     |

La popolazione era prevalentemente tedesca, ma dal 1945 questi furono cacciati.